# Cacosternum
Cacosternum és un gènere de granotes de la família Petropedetidae.

## Taxonomia
- Cacosternum boettgeri
- Cacosternum capense
- Cacosternum karooicum
- Cacosternum leleupi
- Cacosternum namaquense
- Cacosternum nanum
- Cacosternum parvum
- Cacosternum platys
- Cacosternum poyntoni
- Cacosternum striatum